# Abaporu
Abaporu è un dipinto a olio dell'artista brasiliana Tarsila do Amaral. È una delle opere principali del periodo antropofago del movimento modernista del Brasile e uno dei quadri più importanti della storia dell'arte brasiliana.
È il dipinto brasiliano dal valore più alto nel mercato mondiale dell'arte, con un valore stimato di 40 milioni di dollari statunitensi, essendo stato comprato dal collezionista argentino Eduardo Costantini per 1,5 milioni di dollari statunitensi, nel 1995, a un'asta organizzata da Christie's. Costantini, il creatore del Museo d'arte latinoamericana di Buenos Aires (MALBA), donò la sua collezione al museo, incluso Abaporu. In precedenza l'opera apparteneva all'uomo d'affari brasiliano Raul Forbes, che l'aveva acquistata nel 1985.

## Storia
L'opera fu dipinta con l'olio su tela, nel gennaio del 1928, da Tarsila do Amaral (1886-1973), come regalo di compleanno per lo scrittore Oswald de Andrade, allora suo marito. Il nome dell'opera gli venne dato dal poeta Raul Bopp, che, dopo aver visto il dipinto, chiese a Oswald: "Vogliamo creare un movimento intorno a questo quadro?" I due scrittori scelsero un nome per l'opera, che divenne Abaporu, un nome che deriva dai termini in tupi aba ("uomo"), pora ("gente") e ú ("mangiare") e che significa "uomo che mangia la gente". Inoltre fu un punto di riferimento per la creazione dell'Antropofagia modernista brasiliana, o movimento antropofago, il cui scopo è divorare la cultura straniera e adattarla al Brasile. Delle altre opere di Tarsila nella sua fase antropofaga sono La luna (1928), Il lago (1928), Cartão Postal (1929) e Sol Poente (1929).

### Itinerario dell'opera
Dipinto inizialmente come regalo di compleanno per l'allora marito Oswald de Andrade, quando Tarsila e lui si separarono, lo scrittore accettò di scambiare il quadro per uno con un valore più alto all'epoca, L'enigma di un giorno di Giorgio de Chirico. Abaporu rimase con la sua autrice.
La tela fu esposta pubblicamente varie volte negli anni seguenti: la prima volta nel 1928, a Parigi, l'anno successivo, fu esposto nelle due prime mostre individuali di Tarsila, una a San Paolo e l'altra a Rio. Di nuovo, nel 1933, a Rio de Janeiro, nel 1950 e nel 1952 al Museo d'Arte Moderna di San Paolo (MAM). Abaporu fu esposto anche alla settima Biennale Internazionale d'Arte di San Paolo nel 1963, e alla ventiduesima Biennale di Venezia nel 1964. Nel 1969, l'opera venne esposto in un tour in varie città brasiliane nella mostra "Tarsila: 50 Anos de Pintura". Nel 1972, fu esposto alla commemorazione dei 50 anni della Settimana d'Arte Moderna del 1922.
Negli anni 1960, Tarsila aveva venduto il quadro al collezionista, fondatore e direttore del museo d'arte di San Paolo (MASP), Pietro Maria Bardi. Tarsila sperava che il quadro entrasse nella collezione del museo, data la sua importanza come opera capitale dell'arte brasiliana.
Bardi, tuttavia, rivendette l'opera al collezionista Érico Stickel. Nel 1984, il gallerista Raul Forbes comprò il quadro per 250 mila dollari statunitensi, allora il valore più alto mai pagato per un dipinto brasiliano. Nel 1995, Forbes decise di mettere all'asta Abaporu presso la casa d'aste Christie's, a New York. L'opera fu comprata dall'uomo d'affari argentino Eduardo Costantini per 1,35 milioni di dollari statunitensi, di nuovo un primato mondiale.
Costantini creò il Museo d'Arte Latinoamericana di Buenos Aires, il MALBA, al quale donò la collezione. Abaporu venne esposto nuovamente in Brasile nel 2008, nella mostra della pinacoteca dello stato di San Paolo, nel 2011, al Palácio do Planalto, a Brasilia, e nel 2016, a Rio de Janeiro. Nell'aprile del 2019, l'opera fu esposta finalmente al MASP, nella mostra retrospettiva "Tarsila Popular".

### Abaporuin Brasile
Nonostante sia uno dei simboli del modernismo brasiliano, Abaporu non era presente alla Settimana d'Arte Moderna del 1922, perché il quadro sarebbe stato dipinto solamente nel 1928. Nel 1922, nei giorni della Settimana (dall'11 al 18 febbraio), Tarsila stava a Parigi in cerca di un'identità artistica e sarebbe tornata nel suo paese alla fine di quell'anno.
Da quanto Costantini acquistò la tela nel 1995, questa fu esposta in Brasile alcune volte. Nel 1998, si trovava a una mostra del Museo d'Arte Moderna di San Paolo (MAM) che esponeva delle opere dell'uomo d'affari argentino. Nel 2002 era alla FAAP per la mostra Da Antropofagia a Brasília e nel 2008 il dipinto brasiliano partecipò alla mostra Tarsila Viajante, nella Pinacoteca dello stato paulista; di nuovo al FAAP, per Mulheres, Artistas e Brasileiras, nel 2011. Durante i giochi olimpici di Rio de Janeiro, nel 2016, il quadro si trovava nel museo d'arte di Rio (MAR) per la mostra A Cor do Brasil. Il 5 aprile del 2019, fu esposta per la prima volta al museo d'arte di San Paolo (MASP). Secondo la pronipote dell'artista Tarsilinha do Amaral, il suo sogno era che il dipinto venisse esposto lì.

## Descrizione
L'opera raffigura una figura umana estremamente stilizzata che occupa quasi tutto lo spazio: questa creatura ha una testa piccolissima e priva di naso e bocca, il corpo allungato e un piede gigantesco. L'Abaporu porta una mano al mento come se stesse meditando. Il paesaggio è composto da un prato, un sole e un cactus molto semplificati.
La scelta dei colori, delle forme e della prospettiva dell'opera riflettono il desiderio di mostrare il Brasile per davvero. "Tarsila sbarcava dalla Massilia, una nave di lusso che proveniva da Parigi, portando nel suo bagaglio delle tinte belle, molti vestiti eleganti e tanto rinnovamento." Il quadro fa parte della fase antropofaga di Tarsila che, così come la sua fase pau-brasil, è considerata una delle più importanti nella vita della pittrice. Influenzata dal cubismo, questo periodo della carriera dell'artista le permise di dare una lettura visuale delle strutture dalla società brasiliana.
Alcuni studiosi collegano la posa di Abaporu al Pensatore di Rodin. Nella sua tesi A tessitura da textualidade em Abaporu, Nádia Regina Maffi Reckel afferma che in Abaporu la riscrittura del Pensatore non si deve soltanto dalla posizione del corpo del personaggio, ma anche dall'estetica del frammento e del blocco. E, se a questo si aggiunge la riscrittura della brasilianità, si può capire il soggetto non soltanto dalla sua forma o dal contenuto, come è letto comunemente dai critici d'arte e dagli educatori.
Un altro legame tra le opere è esemplificato dal piccolo sole. Nella composizione, la luce è esterna e si riflette sul corpo del personaggio e sul cactus. Il sole è un riferimento al sole brasiliano, alla brasilianità dell'opera.

## Interpretazione
Nel suo articolo O Abaporu, de Tarsila do Amaral: saberes do pé, menzionato nel libro Antropofagia hoje? Oswald de Andrade em Cena di Jorge Ruffinelli e João Cezar de Castro Rocha, Gonzalo Aguilar ritiene che Abaporu appartenga al genere del ritratto anti-umano, poiché il volto è cancellato, il corpo è animalesco, ma i piedi sono abbastanza umani e dettagliati. Per Aguilar, la gestualità umana del quadro è parodiata. L'uomo del quadro è sprovvisto di identità, quasi disumanizzato.
Per Deleuze e Guattari, nell'Ano-zero Rostidade dal libro Mil Platôs: capitalismo e esquizofrenia, il volto dell'uomo è una superficie e una mappa, che nasce dall'incrociarsi degli assi del significato e della soggettivazione, che prende il nome di "muro del buco bianco-nero". Secondo gli studiosi, anche se è umana, la testa non è per forza un volto. Il volto si crea solo quando la testa cessa di far parte del corpo, quando cessa di essere codificata dal corpo. L'inversione della gerarchia tra la faccia e il resto del corpo nell'opera di Tarsila sovverte la valorizzazione nella cultura occidentale della parte superiore del corpo, soprattutto la testa, in una specie di provocazione estetica.
Bachtin tratta del materiale corporeo basso e alto nel suo libro L'opera di Rabelais e la cultura popolare. Riso, carnevale e festa nella tradizione medievale e rinascimentale. Per lui, la parte sorprendente del realismo grottesco è l'abbassamento, ossia il trasferimento sul piano materiale e corporeo, quello della terra e del corpo nella sua unità indissolubile, di tutto ciò che è elevato, spirituale, ideale e astratto.
Un'altra interpretazione della pittura solleva la questione del lavoro. Per Nádia Battella Gotlib, il tema si manifesta nella rappresentazione dei piedi e delle mani della figura, che appaiono sproporzionatamente grandi, simboleggiando il lavoro manuale di gran parte della popolazione brasiliana. Frattanto, la testa, messa in secondo piano, rappresenta il lavoro intellettuale, relegato a una ridotta élite economica e accademica.